# 亨利·克莱 (赛艇运动员)
亨利·克莱（英語：Henry Clay，1955年3月20日—），英国男子赛艇运动员。他曾代表英国参加1976年和1980年夏季奥林匹克运动会赛艇比赛，其中1980年奥运会获得一枚银牌。